# Informator-1
Informator-1 (russisch Информатор-1) war ein Kommunikationssatellit des sowjetischen Geologieministeriums.
Der Satellit wurde am 29. Januar 1991 vom Kosmodrom Plessezk aus gestartet. Neben breitbandigen digitalen Übertragungsmöglichkeiten für das Geologieministerium verfügte er auch über eine Baugruppe für den Amateurfunkdienst über Satelliten, die von Funkamateuren in der Sowjetunion und Deutschland gebaut worden war, welche an der Konstruktion der Hauptnutzlast beteiligt waren. Für Amateurfunkzwecke war der Satellit als AMSAT-OSCAR 21 (Westen) bzw. RS-14 (Osten) bekannt. Betriebsende war am 12. Oktober 1994.
Seine COSPAR-Bezeichnung lautet 1991-006A.